# 约翰·弗里德里希·瑙曼

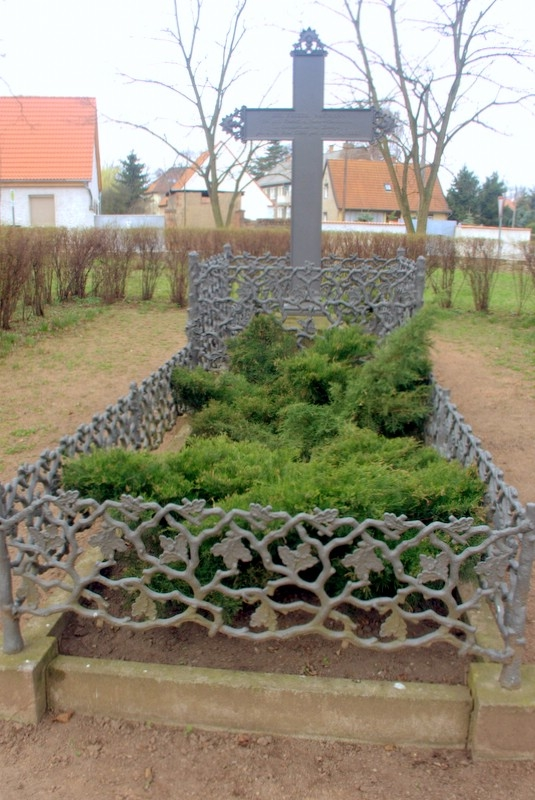
位于普罗西克的墓地

约翰·弗里德里希·瑙曼（1780年2月14日—1857年8月15日）是德国鸟类学家、博物学家和插畫家。他被誉为当时欧洲最伟大的鳥類學家。
为了纪念瑙曼对鸟类学的贡献，黄爪隼（学名：Falco naumanni）以他的名字命名。

## 生平
瑙曼出生于距离克滕东南10公里的普罗西克。在德绍结束了学校的学习生涯后，他在家专注于对植物和鸟类的研究。1822年，他将自己写的关于德国鸟类的书和自绘的插图，用雕版印刷发行。
1821年，瑙曼以2,000帝国元（塔勒）的价格将他的鸟类藏品卖给了弗里德里希·斐迪南亲王。他后来被任命为科滕城堡收藏馆馆长，该收藏馆自1835年以来一直向公众开放。

## 家庭
他的父亲约翰·安德烈亚斯·瑙曼是当时著名的鸟类学家和博物学家，他的弟弟卡尔·安德烈亚斯·瑙曼也是一位鸟类学家。

## 著作
瑙曼的著作有：
| 中文译名                           | 原标题 | 出版年份  | 备注                     |
| ---------------------------------- | ------ | --------- | ------------------------ |
| 《中欧鸟类自然史》                 |        | 1897–1905 | -                        |
| 《德国鸟类自然史：自身经验的初探》 |        | 1822–1844 | 全12卷，与安德烈亚斯合著 |
| 《剝製》                           |        | 1815      | 介绍一种动物标本剥制法   |

## 图集

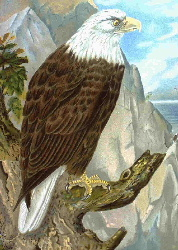
白頭海鵰（《中欧鸟类自然史》）
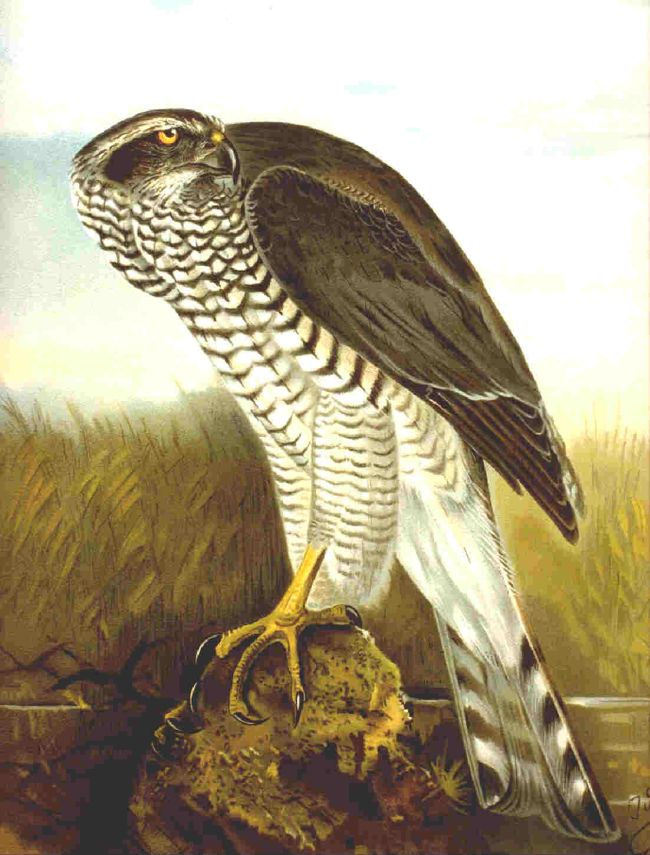
瑙曼创作的蒼鷹版画
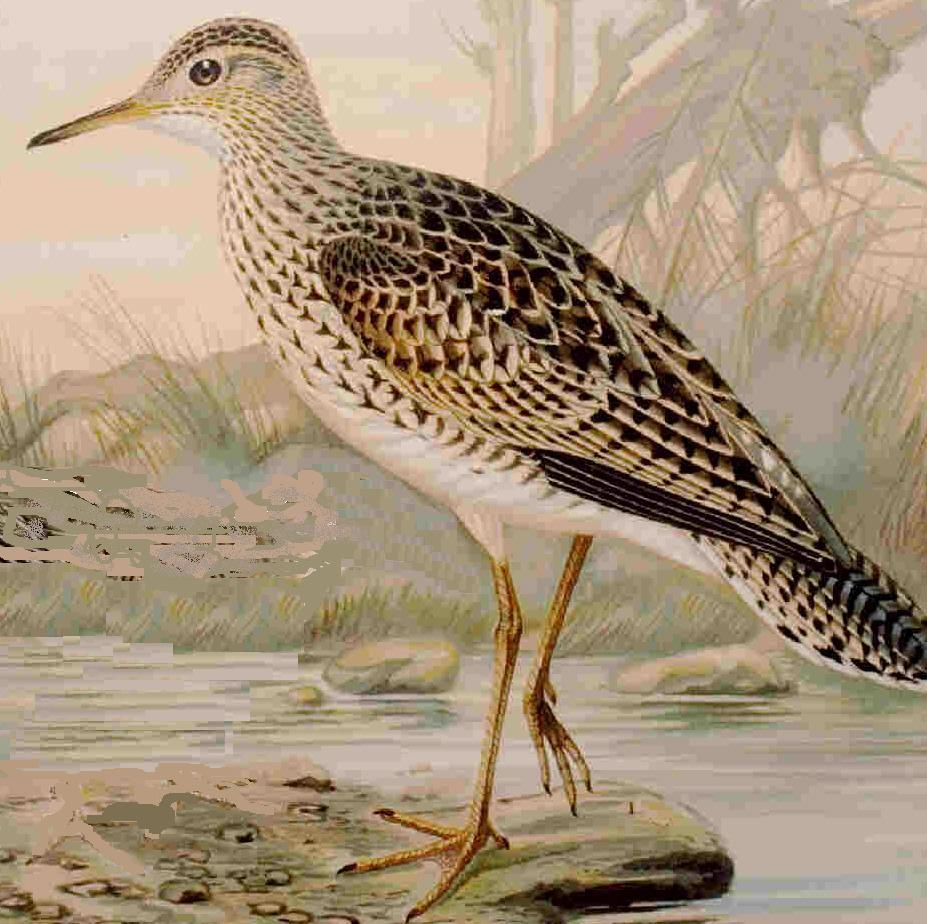
高原鹬
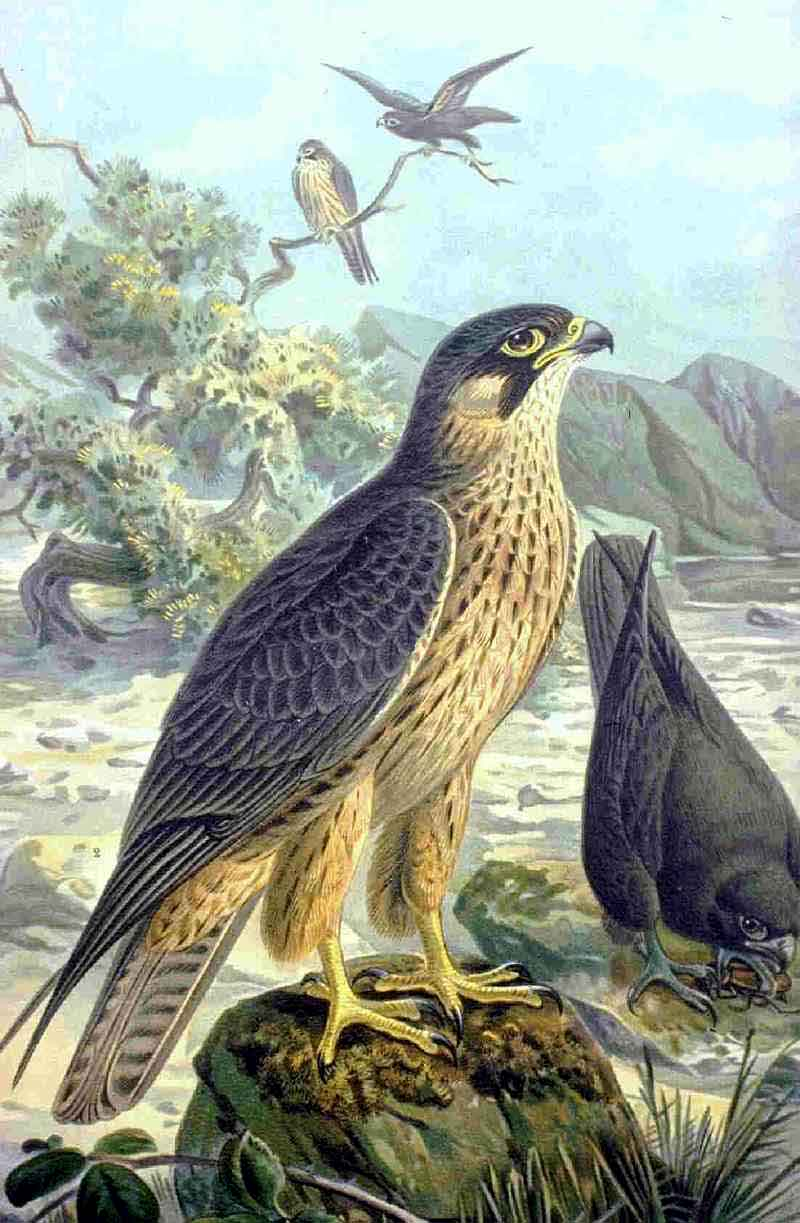
艾氏隼